# HTC Touch Diamond2
De HTC Touch Diamond2, ook bekend onder codenaam HTC Topaz, is een smartphone die ontwikkeld is door HTC. Het is de opvolger van de succesvolle HTC Touch Diamond. De Diamond2 draait op Windows Mobile 6.1, maar zal later in 2009 een upgrade krijgen naar Windows Mobile 6.5. Verder bevat deze smartphone een verbeterde versie van TouchFLO 3D, de grafische schil voor Windows Mobile die door HTC is ontwikkeld. Op 17 april 2009 is de Diamond2 uitgebracht.

## Hardware
De Touch Diamond2 heeft een resistief 3,2"-touchscreen. Verder is er een 5,0 megapixel-camera aan boord en werkt de batterij 50% langer dan die van de voorloper. Gebruikers kunnen het geheugen van 512 MB uitbreiden met een microSD(HC)-geheugenkaart.